# Liste der Baudenkmale in Outram
Die Liste der Baudenkmale in Outram umfasst alle vom New Zealand Historic Places Trust (NZHPT) als „Historic Place“ oder „Historic Area“ eingestuften Baudenkmale und Flächendenkmale der neuseeländischen Ortschaft Outram. Die Angaben stammen aus dem Register des NZHPT. Die Bezeichnungen der Baudenkmale orientieren sich an diesem Register. In die Liste werden auch bekannte Wahi Tapu (Area), kulturell und religiös bedeutsame Stätten und Gebiete der Māori, aufgenommen. Sie werden jedoch meist nicht publiziert.

| Bild | Bezeichnung               | Ort    | Anschrift                               | Beschreibung                            | Bauzeit    | Eintrag            | Nummer | Kat. |
| ---- | ------------------------- | ------ | --------------------------------------- | --------------------------------------- | ---------- | ------------------ | ------ | ---- |
| BW   | Abbotsford Farm Steading  | Outram | 404 Allanton Road Karte                 | Gruppen von Farmgebäuden aus Beton      | 1871 (ca.) | 10. Dezember 2004  | 7579   | 1    |
| BW   | Balmoral                  | Outram | 94 Holyhead Street Karte                | Wohnhaus                                | 1857       | 14. April 2005     | 3232   | 2    |
| BW   | Bank of Otago             | Outram | 5 Mountford Street Karte                | Bankgebäude der Bank of Otago in Outram | 1869       | 14. April 2005     | 2353   | 2    |
| BW   | Hollybrook Cow Barn       | Outram | Maungatua Karte (ungenau)               | Scheune einer Farm                      | 1878 (ca.) | 25. September 1986 | 4737   | 2    |
| BW   | Hollybrook Granary        | Outram | Maungatua Karte (ungenau)               | Getreidelager einer Farm                | 1878 (ca.) | 25. September 1986 | 4738   | 2    |
| BW   | Hollybrook Implement Shed | Outram | Maungatua Karte (ungenau)               | Geräteschuppen einer Farm               | 1878 (ca.) | 25. September 1986 | 4739   | 2    |
| BW   | Hollybrook Stables        | Outram | Maungatua Karte (ungenau)               | Stallungen einer Farm                   | 1878 (ca.) | 25. November 1986  | 4740   | 2    |
| BW   | Lee Stream Hotel          | Outram | 2107 State Highway 87, Lee Stream Karte | Hotel, ehemaliges                       | 1862 (ca.) | 9. Dezember 2005   | 2349   | 2    |